# Connomyia midas
Connomyia midas är en tvåvingeart som beskrevs av Jason Gilbert Hayden Londt 1993. Connomyia midas ingår i släktet Connomyia och familjen rovflugor.
Artens utbredningsområde är Malawi. Inga underarter finns listade i Catalogue of Life.